# Sampling (Musik)
In der Musik bezeichnet Sampling den Vorgang, einen Teil einer – bereits fertigen – Ton- oder Musikaufnahme (ein Sample; engl. für ‚Auswahl‘, ‚Muster‘, ‚Beispiel‘, von lat. exemplum: ‚Abbild‘, ‚Beispiel‘, Sound Sample für ‚Klangprobe‘) in einem neuen, häufig musikalischen Kontext zu verwenden. Dies geschieht heutzutage in der Regel mit einem Hardware- oder Software-Sampler, d. h., das ausgewählte Klangstück wird normalerweise digitalisiert und gespeichert, sodass es mit Audioprogrammen (z. B. mit einem Sequenzer) weiterverarbeitet werden kann.

## Grundlagen
Da es sich um eine beliebig lange oder kurze Tonaufnahme handeln kann, werden nicht nur Ausschnitte aus Musik gesampelt, sondern auch einzelne Töne oder Geräusche. Bei einzelnen Tönen werden auch akustische Instrumente als Klangquelle herangezogen. In der Zwischenzeit ist diese Art Sampling sehr weit fortgeschritten und die Palette reicht von einfachen Volksinstrumenten wie Flöten oder Trommeln bis zu umfangreichen sogenannten Multisamples des kompletten Orchesterinstrumentariums. Bei Multisamples handelt es sich um zahlreiche Einzelsamples, die in sog. „Mappings“ zusammengestellt werden. Dazu zählen auch Dynamikstufen (piano, mezzoforte, fortissimo usw.) sowie spezielle instrumententypische Artikulationen der Musiker (Beispiel: Bogenstrich aufwärts, abwärts, gezupft: Geige). Im Resultat sind diese Instrumentensamples sehr aufwendig zu produzieren, wodurch sich ein eigenes Marktsegment entwickelt hat. Besonders in der Filmmusik werden solche Orchestersamples verwendet. Dabei müssen diese in der Regel mit einer Keyboardtastatur gespielt werden, wobei die instrumententypischen Spielnuancen bei der Einspielung berücksichtigt werden. Bekannte Komponisten, die solche Samples einsetzen, sind Hans Zimmer, James Newton Howard, Jeff Rona, Harold Faltermeyer.

## Die Techniken
Ebenso populär sind Samples von exotischen Instrumenten, Schlagzeug und Perkussion, Vocals sowie die von Vintage-Synthesizern und -Keyboards. Ein weiteres Segment ist Special Sound Effects, das teilweise das gängige Geräuschemacherhandwerk verdrängt oder jedoch zumindest die Möglichkeiten enorm erweitert hat.
Das Sampling ist zudem eine häufig verwendete Technik der Popmusik: Insbesondere im Hip-Hop und in elektronischen Musikrichtungen wie Trip-Hop, Drum and Bass, Big Beat und House werden häufig Samples verwendet, die bestehenden Musikaufnahmen entnommen sind. Dabei spielt es eine untergeordnete Rolle, wie lang diese Samples sind, denn teilweise werden komplette Refrains gesampelt und in neue Musikstücke „eingebaut“. Sampling wird aber auch von vielen Musikern, vor allem Keyboardern, in fast allen Musikstilen verwendet, da hiermit unter anderem die fast originalgetreue Nachahmung von Naturinstrumenten möglich ist (siehe oben). Gelegentlich werden durch Sampling auch zwei verschiedene Stücke mit gleichem Beat und Duktus übereinander gelegt. Prominentes Beispiel ist die Übermischung von Blue Monday von New Order mit Can’t Get You Out of My Head von Kylie Minogue (→Mashup).

### Technik des digitalen Samplings
Elektrische Schwingungen einer Signalquelle (das Tonsignal), etwa von einem Mikrofon, Musikinstrument, Mischpultausgang oder auch eines Messvorganges, werden in sehr kurzen Zeitabständen als gemessene Spannungswerte (Samples) digital erfasst. Das Ergebnis (sozusagen eine Reihe von Messergebnissen) lässt sich auf umgekehrtem Wege wieder abspielen, wobei die Daten wieder in analoge Wellenformen verwandelt werden. Die Klangqualität bei der Wiedergabe hängt von der Samplingrate (in kHz) und der Auflösung (in bit) ab (s. u.). Bei einer herkömmlichen Audio-CD werden beispielsweise (je Stereokanal) in einer Sekunde 44.100 solche Messwerte abgespeichert. Die Auflösung beträgt hierbei 16 bit für einen Messwert. Daraus ergeben sich 65.536 mögliche Spannungsstufen vom maximalen negativen Wert bis zum maximalen positiven Wert der Schwingungskurve.
Die aufgezeichneten Daten (meist Klänge) können auch als sogenannte Samples in den Speicher eines Rechners geladen werden, um sie dort nach Bedarf zu modifizieren oder rechnergestützt abzuspielen. Es ist mittels entsprechender Berechnungen im Computer möglich, Effekte wie Hall oder Echo hinzuzufügen, Störgeräusche zu mindern, Klangregelungen vorzunehmen sowie auch sehr genaue Analysen und Korrekturen des ursprünglichen analogen Signals durchzuführen. Durch die moderne grafische Oberfläche der heutigen Software lässt sich das Sample sehr gut als Diagramm darstellen. Man kann mittels dieser Darstellung und der Möglichkeit der Vergrößerung kleinster Zeitabschnitte beliebig genau arbeiten, da der Klang quasi im Speicher „eingefroren“ ist und nach jedem Bearbeitungsschritt zur Kontrolle abgespielt werden kann.
Ferner sind bei entsprechend hoher Abtastrate und Auflösung auch messtechnische Anwendungen in der Elektrotechnik und der Physik denkbar. Dabei ist man nicht nur auf Schallereignisse beschränkt.
Die Länge eines Samples variiert je nach Anwendung zwischen der Zeitdauer einer Note von einem Musikinstrument bis hin zur kompletten Tonspur eines Kinofilms. Darüber hinaus sind die Längen nur durch die Speicherkapazität der jeweiligen Datenspeicher begrenzt.
Bei der Anwendung in der Musik wird das so aufgenommene Sample entweder in ein bestehendes Musikstück integriert oder dient in Gestalt einer Endlosschleife (Loop) als Grundgerüst für ein neues Stück. Es ist beispielsweise möglich, den gesamten Tonumfang eines Musikinstruments zu sampeln und es dann (z. B. per MIDI-Keyboard) zu spielen, ohne es tatsächlich zu besitzen. Hierbei wird nicht nur ein Sample des Instrumentes gespeichert, sondern mehrere (Multisampling), die dann nicht mehr über den gesamten Tonumfang transponiert werden müssen. Im Extremfall ist jeder Ton der Tonleiter in mehreren Lautstärkeebenen als Sample angelegt. So können auch klangliche Unterschiede zwischen leisen und lauten Anschlägen reproduziert werden.
Da allerdings der Gesamtklang von natürlichen Instrumenten in der Regel aus mehr als der Summe der Einzeltöne besteht, stößt Sampling hier an seine Grenzen. Häufig wird daher versucht, dieses Manko durch andere ergänzende Klangerzeugungsmethoden auszugleichen (Physical Modelling zur Nachbildung von Gehäuseresonanzen und Ähnlichem). Probleme gibt es weiterhin bei der Darstellung von sehr modulationsfähigen Instrumenten, deren Klang (vor allem der Einschwingvorgang) sehr charakteristisch von der Spielweise abhängig ist (z. B. Streicher, Bläser, Gitarre, menschliche Stimme). Zur Lösung dieses Problems wird z. B. versucht, für jeden Ton mehrere Samples zu verwenden (mehrfaches Multisampling), die dann abhängig von der Spielweise (z. B. Anschlagstärke der Tastatur) ineinander übergeblendet oder sogar gemorpht werden.
Um mit Samples zu arbeiten, benötigt man einen Sampler. Ein Sampler kann sowohl ein physisches Gerät (zum Beispiel eine Soundkarte im Computer oder ein Sampler als eigenständiges Gerät) als auch als reine Software (Softwaresampler) auftreten.

### Audiosample
siehe auch: Elektronische Orgel – Sampling
Ein Audiosample ist ein digitalisiertes analoges Audiosignal. Hierbei werden dem analogen Audiosignal über einen A/D-Wandler Ausschnitte (Samples) entnommen und gespeichert. Dies geschah anfangs noch mit einer Auflösung von 8 Bit, später mit 16 und 24 Bit. Die Standardabtastrate war lange Zeit 44,1 kHz, seit etwa 2003 wurden mit dem Aufkommen der SACD 96 kHz verwendet und inzwischen etabliert sich eine Abtastung von 192 kHz (192.000 Messwerte pro Sekunde). Im Studiobereich kommen zudem auch Wandler mit 384 kHz Abtastrate zur Anwendung.
Ein analoges Signal besitzt zu jedem Zeitpunkt auf der Zeitachse einen bestimmten Signalwert. Man spricht hier von Zeitkontinuität. Ein digitalisiertes Audiosignal ist zeitdiskret, das heißt, man entnimmt dem analogen Signal eine endliche Anzahl von Augenblickswerten. Die Beschränkung ist notwendig, da die anschließende Wandlung des Materials in einen Zahlenwert eine gewisse Zeit benötigt. Die hierbei entstehende Abtastperiode definiert man mit TA.
Ein Sampler ist zunächst einmal ein Aufnahmegerät wie z. B. ein Kassettenrekorder. Die Aufnahmedauer war zu Beginn der Samplerära noch sehr begrenzt, sie lag teilweise nur im Sekundenbereich. Spätere Sampler waren mit mehr RAM ausgestattet und man konnte längere Samples aufzeichnen.
Ein Sampler verfügt darüber hinaus noch über zahlreiche Manipulations- und Bearbeitungsmöglichkeiten, mit denen man das Audiomaterial verändern kann. Digitale Filter (Tiefpass/Hochpass/parametrische Filter), EQs etc. gehören zur Grundausstattung eines modernen Samplers.
Hardware-Sampler spielen seit Ende der 1990er Jahre eine immer geringere Rolle, da leistungsfähige Computer eine viel günstigere Softwarevariante ermöglichen. Zu erwähnen wären hier Softwaresampler wie der „EXS24“ (von Apple/Emagic), „Kontakt“ (von Native Instruments) oder „Independence“ (von ehedem Yellowtools, jetzt Magix). Diese können auch die Samplebibliotheken älterer Sampler einlesen und werden typischerweise als Plug-Ins im Kanalzug von DAWs eingesetzt.
Softwaresampler haben gegenüber der älteren Samplingtechnik (mittels analoger und digitaler Hardware Sampler (Klangerzeuger)) den entscheidenden Vorteil, per Bildschirm, also mit Auge und Ohr, bearbeitet werden zu können. Dadurch wird der Schnitt, Loop und das Arrangement von Musikproduktionen flexibler und schneller. Klassische Sampler haben kein oder nur ein kleines grafisches Bearbeitungsfenster.

### Sampleset
Der Begriff Sampleset bezeichnet allgemein eine Zusammenstellung zusammengehörender Samples. Bei virtuellen Pfeifenorgeln beinhaltet der Begriff neben den Tonaufnahmen zusätzlich die sogenannte Orgeldefinitionsdatei (Organ Definition File = ODF). Darin werden die technischen Zusammenhänge zwischen den einzelnen Werken, Pfeifen, Windladen, Klaviaturen, Trakturen usw. einer Orgel für das Format einer bestimmten virtuellen Orgelsoftware (z. B. Hauptwerk-ODF oder GrandOrgue-ODF) beschrieben.
Um ein Sampleset zu erstellen, werden die Töne jeder einzelnen Orgel-Pfeife und auch dabei entstehende Geräusche wie z. B. Windmotor oder Klaviaturen zunächst mit hoher Qualität (z. B. 32 Bit Floats) aufgenommen. Da bei der Aufnahme auch Hintergrundgeräusche (Grundrauschen, Windgeräusch, Blasebalg, Motoren, Pedalspiel) mit aufgenommen wird, muss dieses in einem eigenen Arbeitsschritt mit geeigneter Software entfernt werden. Geschähe dies nicht, würden sich diese beim gleichzeitigen Erklingen mehrerer Samples addieren und unangenehm bemerkbar machen. Schließlich wird jeder einzelne Pfeifenton in seinen Bestandteilen Attack, Sustain und Release bearbeitet, geschnitten, mit Angaben für die Tonhöhe in Cent versehen und schließlich zum Sampleset zusammengefasst.
Für Pfeifenorgeln verschiedener Stilrichtungen und Epochen, vor allem auch für sehr berühmte Orgeln sind unterschiedlichste Samplesets auf dem Markt, mittlerweile auch als 6-Kanal-Surround-Sample-Sets. Diese bestehen aus je drei Stereo-Sets für jede Pfeife: nah mit wenig Hall, größere Entfernung mit Raumakustik, größte Entfernung mit Raumakustik und geringstem Pfeifenklang.

## Geschichte
Das Mellotron, die analoge Urform des Samplers, kam 1963 auf den Markt. Es arbeitet mit 3/8 Zoll breiten, mit drei Spuren bespielten Tonbändern. Jeder Taste ist dazu ein eigener Tonbandstreifen zugeordnet, der beim Druck auf die Taste über einen Tonkopf abgespielt wird. Wird die Taste losgelassen, wird das Tonband über eine Feder schnell in seine Ausgangsposition zurückgezogen.

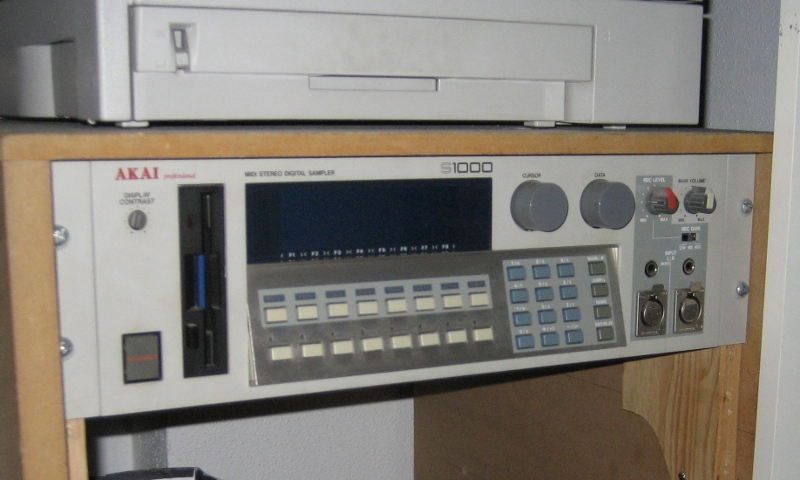
Akai S1000 MIDI-Sampler

Die Ära des digitalen Sampling begann 1979 mit integrierten digitalen Synthese-, Aufzeichnungs- und Samplingsystemen im Hochpreis-Bereich wie Fairlight CMI und Synclavier. Der E-mu Emulator (1981) war wenig später bereits für eine fünfstellige Summe erhältlich, Mitte der 1980er-Jahre waren Sampler wie der Ensoniq Mirage oder der Akai S-612 auch für Bands und Einzelmusiker (z. B. für Homerecording) erschwinglich. Sampler konnten zum Spiel mit selbstaufgenommenen Klängen wie der eigenen Stimme oder Geräuschen genutzt werden, aber auch den Klang anderer Musikinstrumente im Studio und auf der Bühne simulieren. Klassische Instrumente wie Streicher und Bläser sowie Synthesizerklänge wurden als mediales Material spielbar. Gleichzeitig konnten die synthetischen Sounds elektronisch gesteuerter Drummachines durch gesampelte ‚echte’ Schlagzeugklänge ergänzt oder ganz ersetzt werden, die direkt oder mit einer automatisch generierten Rhythmik und Metrik abgerufen werden konnten. Das Faszinierende des Samplings war anfangs gerade seine universelle Verwendbarkeit, bevor sich in Wechselbeziehung mit dem Gerätedesign ästhetische Standardverfahren herausbildeten.
Mit der Verfügbarkeit erschwinglicher Technik verbreitet sich Sampling in der Folgezeit zunehmend in der populären Musik. Die Firma Casio stellt 1985 das Samplingkeyboard SK-1 vor, das erstmals (noch in 8 Bit) ermöglicht, zwei bis drei Sekunden lange Klänge aufzunehmen und in allen Tonhöhen wieder abzuspielen.
Besonders in der Popmusik und beim Hip-Hop (MPC) erfreut sich das Verfahren bald großer Beliebtheit. Einer der populärsten Vorreiter war das Stück Pump up the volume von MARRS aus dem Jahr 1987. Im Jahr 1988 präsentierte Akai mit dem S1000 einen der ersten 16-Bit-Sampler, der in der Wiedergabe CD-Qualität erreichte. Der 16-Bit-Standard ist Mitte der Neunziger professionell üblich. Genres wie Drum and Bass, Breakbeat, House oder Trip-Hop basieren fast vollständig auf den neuen Möglichkeiten, die Sampler, wie die der Firmen Akai, Roland, E-mu oder Korg, Musikern nun verschaffen. Schallplattensammlungen dienen als Fundus auf der Suche nach dem idealen Loop.
Samples wurden – in sehr beschränkter Qualität – seit Anfang der 1980er Jahre auch auf 8-bit-Heimcomputern verwendet (z. B. Videospiel Ghostbusters, 1984). Daraus entwickelt sich ab ca. 1987 die Tracker-Szene, die auf neueren Homecomputern bzw. Standard-PCs mit Soundkarte ausgefeilte Musikdemos erstellt.
In der Studiotechnik professioneller Musikstudios hält Ende der Neunziger die digitale Aufnahmetechnik endgültig Einzug, Bandmaschinen findet man heute kaum noch. Es gibt heute wenige Musikstücke, die nicht digital (z. B. per DAT-Tape) aufgenommen, bearbeitet und abgemischt werden, auch in der Rock-Musik ist diese Technik heute Standard.
Heutzutage werden Samples meist direkt am Computer verwaltet und mithilfe eines Audio-Sequencers oder Software-Samplers abgespielt, wodurch die Hardware-Sampler weitgehend aus den Studios verschwunden sind. Allerdings haben die Hardware-Sampler der ersten Gerätegenerationen klangliche Eigenarten, die als charakterlich interessant gelten und bei einigen Musikern und Produzenten mittlerweile einen gewissen Kultstatus genießen. Dazu zählen die ersten Sampler von E-mu Systems, Akai, Ensoniq und Dynacord.

## Rechtsfragen

### Allgemeines
Die Verwendung von Samples ist eines der umstrittensten Themen in der Musikindustrie, weil trotz höchstrichterlicher Rechtsprechung weiterhin Rechtsfragen ungelöst sind, zugleich aber diese Tonfragmente in großem Umfang verwendet werden. Samples sind in der Musikbranche mittlerweile weit verbreitet und haben sich zu einer eigenständigen Stilrichtung entwickelt. Diese Stilrichtung neigt jedoch zu Kollisionen mit fremden urheberrechtlich geschützten Werken, wie die Rechtsprechungspraxis zeigt. Samples können Gegenstand von Plagiatsklagen sein, bei denen als Kläger meist der Musikverlag des Original-Rechteinhabers und als Beklagter der Plattenverlag oder Musikproduzent des Sampling-Werkes auftreten.

### USA
Biz Markie veröffentlichte im August 1991 die LP I Need a Haircut, auf der sich der Song Alone Again befand. Gilbert O’Sullivan hatte im März 1972 die Single Alone Again (Naturally) veröffentlicht, die bis auf Rang 3 in Großbritannien vordrang. O’Sullivan versagte die Genehmigung, und Biz Markie veröffentlichte dessen ungeachtet den Song mit Sample aus O’Sullivans Original. In jener Zeit befanden sich Samples dieser Art in einer Grauzone, ohne dass es hierzu Rechtsprechung gab.
Eine einschneidende Änderung in der Veröffentlichungspraxis bedeutete das im Dezember 1991 ergangene Urteil Grand Upright Music, Ltd. gegen Warner Brothers Records, Inc. des United States District Court for the Southern District of New York. Das Gericht verurteilte die Plattenfirma Warner Music Group für ein Album ihres Künstlers Biz Markie. Er hatte drei Worte und etwas Musik aus einem Stück Gilbert O’Sullivans gesampelt, ohne dafür die urheberrechtliche Erlaubnis zu haben. Dies war bis zum Urteil eine im Hip-Hop übliche Praxis, die Veröffentlichungen wie beispielsweise von Public Enemy in ihrer Form erst möglich machte. Das Gericht entschied, dass dies ein Verstoß gegen US-Urheberrecht (konkret US-amerikanisches copyright law) wäre. Die Begründung, dass dies die übliche Technik im Hip Hop wäre, lautete: „Die Angeklagten […] versichern dem Gericht, dass [diese Art] Diebstahl in der Musikindustrie grassiert, und aus diesem Grunde sei ihr Verhalten zu entschuldigen.“ Samplereiche Platten waren damit künftig nicht mehr möglich. Meist ist es finanziell und organisatorisch kaum möglich, mehr als ein oder zwei Samples zu verwenden, der Sound der Hip-Hop-Musik änderte sich danach maßgeblich. Entweder beruhten die Stücke mehr auf einem Sample und wurden damit Coverversionen ähnlicher, oder Künstler wie Dr. Dre und andere benutzten die Technik der Interpolation: die gewünschten Samples wurden neu eingespielt, sodass nur noch mit dem Songschreiber, nicht mehr aber mit Musikern, Sängern und Plattenfirmen verhandelt werden musste.
Für Aufsehen hat ein Sampling des Roy Orbison-Millionensellers Oh, Pretty Woman durch die 2 Live Crew gesorgt. Das Rap-Quartett 2 Live Crew hatte am 15. Juli 1989 die LP As Clean As They Wanna Be herausgebracht, auf der auch das im Original vom August 1964 stammende „Pretty Woman“ (mit Erwähnung der Autoren Orbison/Dees) enthalten war. Am 5. Juli 1989 wurde Orbisons Musikverlag Acuff-Rose Publishing über die beabsichtigte Parodie der 2 Live Crew unterrichtet, der aber eine Genehmigung verweigerte. Dessen ungeachtet wurde die Parodie veröffentlicht. Nach knapp 250.000 verkauften LPs kam es dann zur Klage. 2 Live Crew übernahm das charakteristische Gitarren/Bass/Schlagzeug-Riff vom Original als Sample und änderte den Text und geringfügig auch den Rhythmus für ihre Version ab. Die Änderungen waren nicht substantiell, so dass das Original selbst für den Laien erkennbar bleibt. Es kam zur Plagiats-Klage, die letztlich – über mehrere Instanzen – beim Obersten US-Zivilgericht (Supreme Court) am 7. März 1994 endete. Das Gericht sah keine Urheberrechtsverletzung, sondern einen erlaubten Fall der Fair-Use-Doktrin im Rahmen einer – vom Gericht ausdrücklich nicht bewerteten – Parodie. 2 Live Crews Fassung war bis zu einem bestimmten Grad ein kritischer Kommentar zum Original.

### Deutschland
Im Einzelfall kann Sampling in Deutschland über die Schrankenbestimmung des § 51a als Pastiche erlaubt sein.

#### Moses Pelham vs. Kraftwerk
Exemplarisch war der Fall Kraftwerk (LP Trans Europa Express und dem hierauf enthaltenen Titel Metall auf Metall; März 1977) gegen Sabrina Setlurs Musikproduzenten Moses Pelham (LP Die neue S-Klasse, März 1997 mit dem Track Nur mir; September 1997), der gleich zweimal den BGH beschäftigte. Bei der mündlichen Urteilsverkündung im Dezember 2012 stellte der BGH-Senatsvorsitzende klar, dass grundsätzlich auch kleinste Teile eines Musikstücks urheberrechtlich geschützt sind und deshalb nur mit Zustimmung des Urhebers entnommen werden dürfen. Zwar sehe dem BGH zufolge das Urheberrecht eine Ausnahme von dieser Regel vor, um das kulturelle Schaffen zu fördern. Danach dürfe ein Musiker solche Tonsequenzen aus anderen Stücken entnehmen, wenn sie wegen ihrer besonderen Eigenart nicht einfach nachgespielt werden könnten.
Umgekehrt bedeutet dies jedoch dem BGH zufolge, dass derjenige, der die Klänge für eigene Zwecke verwenden möchte, und „befähigt und befugt ist, diese selbst einzuspielen“, sie nicht übernehmen darf. Tonfolgen, die erkennbar einem anderen Tonträger entstammen und eine Melodie bilden, dürfen ebenfalls nicht einfach übernommen werden. Es ging darum, dass Setlur 1997 eine zwei Sekunden dauernde zweitaktige Rhythmussequenz aus Kraftwerks Metall auf Metall entnommen und in fortlaufender Wiederholung ihrem Titel Nur mir unterlegt hatte. Der BGH war zu der Auffassung gelangt, dass es möglich gewesen wäre, die übernommene Rhythmussequenz selbst einzuspielen, so dass die Rechte von Kraftwerk verletzt worden seien. Das Recht zur freien Benutzung nach § 24 Abs. 1 UrhG stehe nur jemandem zu, der eine Tonfolge selbst einspielt und ihm damit eine Reproduktion aus tatsächlichen Gründen möglich sei.
Gegen diese Entscheidung legte Pelham Verfassungsbeschwerde ein. Der BGH habe die Freiheit der Kunst unangemessen berücksichtigt. Das Bundesverfassungsgericht nahm die Verfassungsbeschwerde zur Entscheidung an und beschäftigte sich damit – laut dem Vorsitzenden des Ersten Senats, Ferdinand Kirchhof – zum ersten Mal in seiner Geschichte mit verfassungsrechtlichen Fragen des Urheberrechts. In seiner am 31. Mai 2016 verkündeten Entscheidung hob das BVerfG die Entscheidung des BGH auf. Dieser habe die Reichweite der Kunstfreiheit verkannt. Der Einsatz von Samples sei eines der stilprägenden Elemente des Hip-Hop. Zudem sei das Kriterium der „Nachspielbarkeit“ untauglich. Am 1. Juni 2017 verkündete der BGH einen Beschluss, mit dem das dortige dritte Verfahren zunächst ausgesetzt wird, damit zunächst der EuGH im Rahmen eines Vorabentscheidungsverfahrens Rechtsfragen in Bezug auf die Urheberrechtsrichtlinie sowie der Vermiet- und Verleih-Richtlinie klären kann, womit unter anderem geklärt werden sollte, inwieweit § 24 Abs. 1 UrhG konform mit europäischem Recht ist.
Der EuGH stellte mit Urteil vom 29. Juli 2019 fest, dass Sampling ohne Zustimmung grundsätzlich einen unzulässigen Eingriff in die Rechte des Tonträgerherstellers darstelle, jedoch kein Eingriff anzunehmen sei, wenn sich das Sampling auf eine sehr kurze Sequenz beschränke, die als Teil des ursprünglichen Werks nicht wiedererkennbar sei.
Am 30. April 2020 verwies der Bundesgerichtshof den Rechtsstreit zur erneuten Entscheidung zurück an das Oberlandesgericht, das das Sampling für einen Zeitraum für unzulässig erachtete, in dem die Rechtslage von der aktuellen abwich. Nach erneuter Revision zum BGH setzte dieser den Rechtsstreit ein zweites Mal aus und legte dem EuGH ein zweites Mal europarechtliche Vorfragen zur Vorabentscheidung vor. Eine Entscheidung des EuGH zu dieser zweiten Vorlage steht – Stand November 2024 – aus.

### Interpolation
Bei der Interpolation werden die gewünschten Samples durch Sessionmusiker neu eingespielt, so dass lediglich noch die Genehmigung des Original-Komponisten eingeholt werden muss. Auf eine Zustimmung des Originalinterpreten und dessen Tonträgerhersteller kann verzichtet werden.

## Verwendung
Musiker oder Produzenten, die als erste Sampling einsetzten, sind u. a.:
- Pierre Schaeffer (1948, musique concrète)
- Buzz Clifford (1960, Baby Sittin’ Boogie)
- John Cage (1962, William Mix)
- Will Brandes & Die kleine Elisabeth – (1962, Baby Twist – Elisabeths Kleinkind-Stimmen sind „Samples“)
- The Beatles (1968, Revolution 9)
- CAN (1969, Cutaway)
- Pink Floyd (1973, Money)
- Throbbing Gristle (1977, The Second Annual Report)
- Kurtis Blow (19?, Hip Hop)
- Carlos Perón (1980 Solid Pleasure)
- Kate Bush (1980, Babooshka)
- Hubert Bognermayr, Harald Zuschrader (1981, „Erdenklang“)
- Jean Michel Jarre (1981, Magnetic Fields)
- Brian Eno (1981, My Life in the Bush of Ghosts)
- Peter Gabriel (1982, Shock the Monkey)
- Trevor Horn, u. a. mit The Art of Noise (1983)
- Yes (1983, Owner of a Lonely Heart)
- Arno Steffen (1983, Schlager)
- Coil (1984, Transparent)
- Fad Gadget (1984, Collapsing New People)
- Depeche Mode (1983, Pipeline)
- Holger Hiller (1983, Ein Bündel Fäulnis in der Grube)
- Kraftwerk (1986, Electric Café)
- DJ Shadows Album Endtroducing..... ist das erste Album, das nur aus Samples besteht
- Computerjockeys arbeiteten als erster kommerziell erfolgreicher Chart Act 1997 mit Samples plus Computer stand-alone (ohne zusätzliche Klangerzeuger / MIDI) live mit eigenen Arrangements
- John Oswald benutzte in seinen Plunderphonics erstmals das Microsampling, Akufen führte es im House-Kontext weiter